# Саибу, Али
Али Саибу (фр. Ali Saïbou; 17 июня 1940 — 31 октября 2011) — Председатель высшего военного совета (1987—1989), Председатель верховного совета национальной ориентации (1989), Президент Нигера (1989—1993).

## Биография
Принадлежал к этнической группе Джерма, родившись в том же селе, что и его предшественник на посту главы государства Сейни Кунче.
В 1954 году поступил в военное училище в Сенегале. Служил в стрелковом полку в Сенегале, во время военных действий в Камеруне получил ранение.
После обретения независимости Нигером в 1960 года проходил службу в Вооруженных силах страны. Был активным участником военного переворота 1974 года.
В 1974—1975 годах — министр сельского хозяйства и охраны окружающей среды. Однако в июне 1975 года был отправлен в отставку, лишь увольнение Саибу с военной службы развеяло недоверие к нему со стороны президента Кунче.
В 1987 году, после смерти Кунче, становится председателем Высшего Совета Национальной ориентации. В 1989 году преобразовал военный режим в однопартийное государство и в качестве единственного кандидата был избран на пост президента.
В 1989—1993 годах находился на должности президента Нигера. В начале 1990-х годов под влиянием студенческого движения, к которому присоединились туареги, были отменены военные законы и разрешена деятельность оппозиционных политических сил, что серьёзно ослабило позиции Саибу. На демократических выборах 1993 года кандидат правящих военных Танджа Мамаду, поддержанный действующим президентом, во втором туре неожиданно проиграл Махаману Усману, после чего Саибу ушёл из политики.